# Élias Hrawi

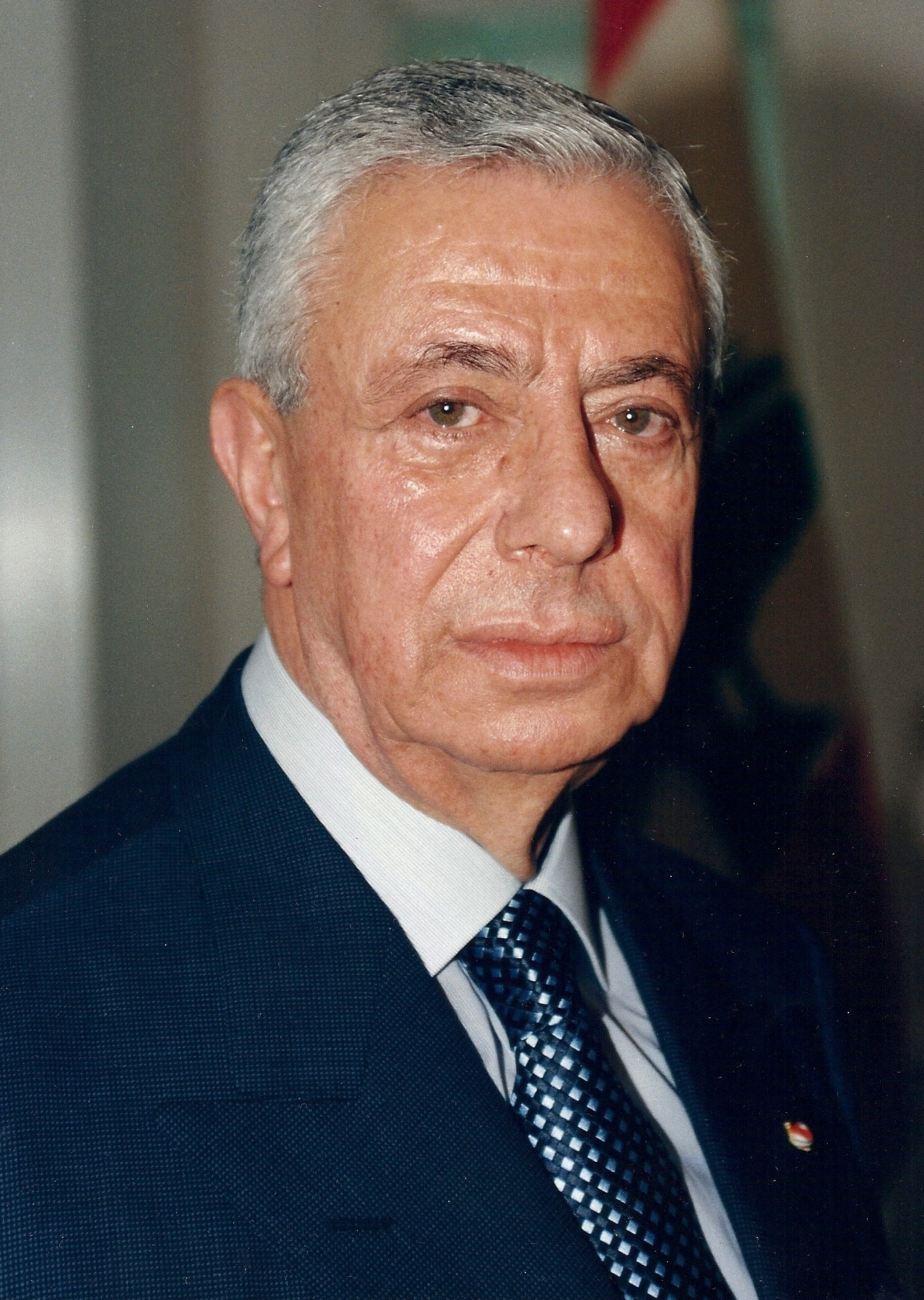
Élias Hrawi

Élias Hrawi, auch Elias Hraoui (arabisch الياس الهراوي Ilyās al-Harāwī; * 4. September 1926 in Zahlé; † 7. Juli 2006 in Beirut) war von 1989 bis 1998 Staatspräsident des Libanon. Er war der erste Präsident, der nicht aus dem Herzland der Maroniten im Gouvernement Libanonberg stammte. Er wurde am 24. November 1989 gewählt, zwei Tage nach dem Attentat auf René Moawad, der nur für 17 Tage im Amt gewesen war. Als seine Amtszeit im Jahre 1995 auslief, änderte die Nationalversammlung die libanesische Verfassung, um Hrawi ein Verbleiben im Amt für weitere drei Jahre zu erlauben.

## Leben
Hrawi wurde in Hawch al-Umara bei Zahlé in der Bekaa-Ebene in eine Land besitzende Maronitenfamilie geboren. Er machte einen Abschluss an der Université Saint-Joseph in Beirut. Er gründete ein Exportunternehmen für Früchte und handelte hauptsächlich mit Schweizer Geschäftspartnern. Als sein Exportgeschäft durch den libanesischen Bürgerkrieg, der von 1975 bis 1990 tobte, zerstört wurde, schaltete er um auf den Import von Öl.
Als Oberhaupt einer bekannten Politikerfamilie folgte Hrawi seinen Brüdern George und Joseph, als er 1972 in die Nationalversammlung gewählt wurde. Von 1980 bis 1982 war er unter Präsident Elias Sarkis und Ministerpräsident Shafik Wazzan Minister für öffentliche Arbeiten. Er konzentrierte sich auf den Bau von Brücken und Autobahnen, um alle Regionen des Landes zu verbinden.
In seine Präsidentschaft fielen die Verfassungsänderungen infolge des Abkommen von Taif, die den Moslems mehr Macht und Einfluss gaben als zuvor. Am 13. Oktober 1990 zwang er mit Unterstützung durch die syrische Armee General Michel Aoun, der eine rivalisierende Regierung führte, zur Aufgabe, um den Wiederaufbau des Libanon zu beginnen.  Am 22. Mai 1991 unterschrieb er einen Vertrag mit Syrien, in welchem Libanon versprach, dass es die Nutzung seines Staatsgebietes gegen syrische Interessen nicht erlauben würde.
Die Libanesen sind geteilter Meinung über Hrawi. Die einen bewundern seine Entschlossenheit bei der Auflösung der Milizen und der Beendigung des Bürgerkrieges, der das Land für 15 Jahre zerrissen hatte. Er wurde respektiert für seine langjährige gehaltene Überzeugung, dass die Loyalität zur Nation den Vorrang gegenüber konfessionellen Interessen haben sollte und für das Werben zu einer friedlichen Koexistenz zwischen den religiösen Gruppierungen im Libanon. Andere haben ihn allerdings der Inkonsistenz beschuldigt, da er zwar alle christlichen und die meisten moslemischen Milizen auflöste, nicht jedoch die Hisbollah, eine fundamentalistische schiitische Miliz. Seine Kritiker stellen auch heraus, dass er ein starker Befürworter der syrischen Interessen war und dass der Kooperationsvertrag den Libanon in eine syrische Kolonie verwandelt hat. Er wurde auch kritisiert für die Verfassungsänderung, die seine Amtszeit um drei Jahre verlängert hatte; der frühere Präsident Amine Gemayel sagte derzeit, dass solche Dinge das delikate Verfassungsgewebe der Nation untergrüben und später haben andere ihm vorgeworfen, dass er damit den Präzedenzfall für seinen Nachfolger Émile Lahoud geschaffen hat, der auf Syriens Wunsch hin seine Amtszeit auf ähnliche Weise um drei Jahre verlängerte.
Hrawi war mit Mona Jammal verheiratet und hatte drei Söhne (George, Roy und Roland) und zwei Töchter (Rina und Zalfa). Er starb im Krankenhaus der Amerikanischen Universität Beirut (AUB) an Krebs.